# Dichotomius horvathi
Dichotomius horvathi är en skalbaggsart som beskrevs av Vladimir Balthasar 1970. Dichotomius horvathi ingår i släktet Dichotomius och familjen bladhorningar. Inga underarter finns listade i Catalogue of Life.